# Miguel de Castro (soldado)
Miguel de Castro (Fuente Ampudia, provincia de Palencia, alrededor de 1593 - después de 1617), soldado y escritor español del Siglo de Oro.

## Biografía
Miguel de Castro, que nació hacia 1593 en Fuente Ampudia (Palencia), si nos fiamos del propio relato, escribió una autobiografía entre 1612 y 1611 en plena eclosión de las obras dadas a la imprenta por los mejores ingenios de la Corte. Narra cómo en 1604 marchó unos pocos días con la compañía militar de Alonso Caro para alistarse después en la del capitán Antonio de la Haya y embarcar hacia Cartagena huyendo de todo y de todos. En Italia sirve al oficial mencionado, pero también al capitán Francisco de Cañas e incluso al virrey de Nápoles, conde de Benavente. Ingresó en la Compañía de Jesús en Malta (1612) y marchó a Mesina, donde fue testigo de una rebelión contra el poderoso duque de Osuna, amigo y protector de Francisco de Quevedo. Se pierde después su pista porque la obra no cuenta su vuelta a España.
José María de Cossío editó esta Vida del soldado español Miguel de Castro (1593-1611), escrita por él mismo en Autobiografías de soldados, tomo nonagésimo de la Biblioteca de Autores Españoles; antes había sido publicada ya por Antonio Paz y Meliá en la Bibliotheca hispánica dirigida por Raymond Foulché-Delbosc. También hay una edición moderna en la Colección Austral de la editorial Espasa-Calpe (1949), número 924 de su colección. Otra edición: Vida del soldado español Miguel de Castro (1593-1611). Edición de Antonio Paz y Meliá, con prólogo de Francisco Estévez (Sevilla: Espuela de Plata, Biblioteca de Historia, serie Vidas Pintorescas, 2013, ISBN 978-84-15177-87-6).